# Антон (село)
Антон (болг. Антон) — село в Болгарии. Находится в Софийской области, входит в общину Антон. Население составляет 1489 человек (2022).

## Политическая ситуация
Кмет (мэр) общины Антон — Стоян Иванов Гарчев (коалиция партий: Демократы за сильную Болгарию (ДСБ), Союз демократических сил (СДС)) по результатам выборов.